# العلاقات الأردنية المارشالية
العلاقات الأردنية المارشالية هي العلاقات الثنائية التي تجمع بين الأردن وجزر مارشال.

## مقارنة بين البلدين
هذه مقارنة عامة ومرجعية للدولتين:
| وجه المقارنة                                              | الأردن                   | جزر مارشال                     |
| --------------------------------------------------------- | ------------------------ | ------------------------------ |
| المساحة (كم2)                                             | 89.34 ألف                | 181                            |
| عدد السكان (نسمة)                                         | 9.81 مليون               | 53.13 ألف                      |
| الكثافة السكانية (ن./كم²)                                 | 109.81                   | 29.35 ألف                      |
| العاصمة                                                   | عمان                     | ماجورو                         |
| اللغة الرسمية                                             | اللغة العربية            | لغة إنجليزية، اللغة المارشالية |
| العملة                                                    | دينار أردني              | دولار أمريكي                   |
| الناتج المحلي الإجمالي (بليون دولار)                      | 40.07 مليار              | 199.40 مليون                   |
| الناتج المحلي الإجمالي (تعادل القوة الشرائية) بليون دولار | 82.80 مليار              | 207.25 مليون                   |
| الناتج المحلي الإجمالي الاسمي للفرد دولار أمريكي          | 4.94 ألف                 | 3.38 ألف                       |
| الناتج المحلي الإجمالي للفرد دولار أمريكي                 | 12.05 ألف                | 3.80 ألف                       |
| مؤشر التنمية البشرية                                      | 0.748                    |                                |
| رمز المكالمات الدولي                                      | +962                     | +692                           |
| رمز الإنترنت                                              | .jo                      | .mh                            |
| المنطقة الزمنية                                           | ت ع م+02:00، ت ع م+03:00 | ت ع م+12:00                    |

## منظمات دولية مشتركة
يشترك البلدان في عضوية مجموعة من المنظمات الدولية، منها:
| علم المنظمة | اسم المنظمة                   | تاريخ انضمام الأردن | تاريخ انضمام جزر مارشال |
| ----------- | ----------------------------- | ------------------- | ----------------------- |
|             | البنك الدولي للإنشاء والتعمير | 29 أغسطس 1952       | 21 مايو 1992            |
|             | يونسكو                        | 14 يونيو 1950       | 30 يونيو 1995           |
|             | الاتحاد الدولي للاتصالات      | 20 مايو 1947        | 22 فبراير 1996          |
|             | مؤسسة التمويل الدولية         | 20 يوليو 1956       | 23 سبتمبر 1992          |
|             | منظمة الشرطة الجنائية الدولية | ?                   | ?                       |
|             | الأمم المتحدة                 | 14 ديسمبر 1955      | 17 سبتمبر 1991          |
|             | مؤسسة التنمية الدولية         | 4 أكتوبر 1960       | 19 يناير 1993           |
|             | منظمة حظر الأسلحة الكيميائية  | ?                   | ?                       |

## وصلات خارجية
- موقع وزارة الخارجية الأردنية